# Квяткув (Островський повіт)
Квяткув (пол. Kwiatków) — село в Польщі, у гміні Острув-Велькопольський Островського повіту Великопольського воєводства.
Населення — 253 особи (2011).

## Демографія
Демографічна структура станом на 31 березня 2011 року:
|          | Загалом | Допрацездатний вік | Працездатний вік | Постпрацездатний вік |
| -------- | ------- | ------------------ | ---------------- | -------------------- |
| Чоловіки | 133     | 35                 | 86               | 12                   |
| Жінки    | 120     | 20                 | 79               | 21                   |
| Разом    | 253     | 55                 | 165              | 33                   |